# Flying Tractors
Les Flying Tractors sont un groupe originaire de Clermont-Ferrand. La formation montée en 1993 a connu de nombreux remaniements depuis, sillonnant les petites comme les grandes scènes d'Auvergne et d'ailleurs. Ils se réclament du rock agricole avec une musique festive mêlant rock'n'roll, musette, ska, fanfare, punk avec comme étendard l'humour. Des textes drôles et poétiques sont portés par 11 musiciens déjantés et un univers loufoque.

## Biographie
En 1993, quatre jeunes de Clermont-Ferrand  (Lolo, Jeff, Yéyé et Ritchie) fondent un groupe de reprises de rock'n'roll : les Flying Tractors. La même année, ils  jouent sur la même scène que Dod la Légende à Sermentizon (63) : une rencontre musicale allait éclore entre le style punk des quatre copains et la poésie agricole de Dod et son accordéon. Pour compléter l'instrumentarium, le groupe recrute un violon (Nono), puis une section cuivres composée de Jean-Luc Jéricho (trompette), l'Aristo (clarinette), Bruno Larsen (trombone) et Steph Poumons d'Acier (tuba, saxophone).
Après deux albums devenus rapidement cultes dans la région, « La Botte de Foin » (1997) et « Bernadette » (1998), ainsi que de très nombreux concerts, le groupe voit partir Dod La Légende  préférant engager une carrière solo. Il s'agit alors de trouver un nouvel accordéoniste et c'est ainsi que Sylvie la Patronne rejoint la bande, première femme à jouer dans les Flying Tractors et la seule encore à ce jour. La section cuivres changera aussi avec le départ de l'Aristo et l'arrivée d'Eddy Bon Tuyaux au saxophone .
En 2001 le disque « Vaca Dolorosa », dont la pochette imite une boîte de médicament  se retrouve dans les bacs. On peut lire sur la notice en papier pharmaceutique : « Indications : morosité, engourdissement des membres inférieurs, paralysie faciale, irritabilité, constipations cérébrales. Contre-indications : Aucune». La chanson « Quel Temps Fait-il à Clermont-Ferrand » évoque le départ de Dod et les distances qui les ont séparés le temps de deux ans.
Le retour de Dod La Légende au chant et à la guitare débouchera en 2004 sur le disque « L'odeur de la Terre », dont la moitié des morceaux sont inédits et l'autre moitié sont les plus grands succès du groupe enregistrés en live à La Baie des Singes de Cournon-d'Auvergne. 	
La même année, le groupe partagera la scène du Bataclan avec leurs homologues limousins de Singlar Blou.
L'arrivée de Fred l'Andalou au trombone et de ses arrangements poussera le groupe à sortir un double album « Attention aux vaches » en 2008, composé d'un CD de 18 titres inédits et d'un DVD de courts-métrages, clips, films live, archives du groupe et bêtisier.
En 2013, le groupe a sorti son dernier album, "L'almanach du Tracteur", peu avant les départs de Jeff et Dod.
À la suite du décès de Bruno en août 2016 (respectivement trombone puis batteur), C'est Plombier qui prend le poste de batteur du groupe.

## Composition actuelle
- Lolo la boulange (chant, râpe à fromage, guitare). Il est le frère d'Hervé Mathoux célèbre journaliste sportif
- Sylvie la Patronne (accordéon, chant)
- Éric le laboureur (basse)
- Plombier (grosse caisse)
- Eddy Bayou (saxophone, caisse claire)
- Jean-Luc Jerrico (trompette)
- Fred l'Andalou (trombone)
- Stephane poumon d'acier (trombone)
- Fifi la moulinette (guitare)
- Wiwi la broyeuse (violon)

## Ont participé
- Dod la Légende (guitare, chant)
- Jeff le bucheron (caisse claire, tambourin)
- Yéyé Téquila (guitare atomique)
- Tutur (grosse caisse)
- Nonoviolon (violon nucléaire occasionnel)
- L'Aristo (clarinette)
- Romain au coup de patte.
- Alex Flash Bijaoui la gâchette (bassiste du poulailler)

## Discographie
- 1997 : La botte de foin
- 1998 : Bernadette
- La botte de foin transgemix (single)
- 2001 : Vaca Dolorosa
- 2004 : L'odeur de la terre
- 2008 : Attention aux vaches (cd+dvd)
- 2013 : L'almanach du Tracteur
- 2018 : 7 (en collaboration avec Human?Fly)
- 2022 : 4 Fromages (avec supplément)